# ليام هاكيت
ليام هاكيت (بالإنجليزية: Liam Hackett)‏ هو ناشط حقوق إل جي بي تي بريطاني، ولد في 19 يناير 1991 في ليفربول في المملكة المتحدة.